# The New Adventures of Pippi Longstocking
The New Adventures of Pippi Longstocking (titulada Las travesuras de una pelirroja en México, Las aventuras de Pippi Longstocking en Argentina y Pippi Calzaslargas: La película en España) es una película estadounidense de 1988 dirigida por Ken Annakin, basada en los libros del personaje ficticio Pippi Longstocking creado por Astrid Lindgren. Está protagonizada por Tami Erin, David Seaman, Cory Crown, Dennis Dugan, Dianne Hull, Dick Van Patten, John Schuck y Fay Masterson. Distribuida por Columbia Pictures, la película se estrenó el 29 de julio de 1988 en Estados Unidos

## Sinopsis
Pippi (Tami Erin) es una niña de largas coletas y espíritu libre a la que le suceden mil y una aventuras. Tiene pequeños poderes, vive con un mono y un caballo, no tiene nadie a quien dar cuentas y sus mejores amigos son Tommy (David Seaman) y Annika (Cory Crown), dos niños de su edad que asisten fascinados al estallido de libertad y diversión que supone estar con Pippi.

## Reparto
- Tami Erin – Pippi Longstocking
- David Seaman – Tommy Settigren
- Cory Crown – Annika Settigren
- Dennis Dugan – Sr. Settigren
- Dianne Hull – Sra. Settigren
- Dick Van Patten – Greg: El Hombre Pegamento
- John Schuck – Capitán Efrain Longstocking
- Fay Masterson – Niña Líder

- Datos: Q1215150